# 북부 변경주
북부 변경주(아랍어: منطقة الحدود الشمالية 후둣아시샤말리야[*])는 사우디아라비아 북부에 위치한 주로, 사우디아라비아에서 인구가 가장 적은 주이다. 주도는 아라르이며 면적은 127,000km2, 인구는 237,100명(1999년 기준)이다. 이라크와 국경을 맞대고 있다.

## 같이 보기
- 사우디아라비아의 도시 목록